# Seznam týmů a jezdců na Tour de France 2005
Na startovní listině Tour de France 2005  bylo celkem 189 cyklistů z 21 cyklistických stájí. 92. ročníku Tour de France se účastnil jeden český cyklista – Pavel Padrnos (95. místo), startující za americkou stáj  Discovery Channel.  
| Discovery Channel DSC | Discovery Channel DSC | Discovery Channel DSC | Discovery Channel DSC | Discovery Channel DSC |
| --------------------- | --------------------- | --------------------- | --------------------- | --------------------- |
| Číslo                 | Jezdec                | Věk                   | Stát                  | Pozice                |
| 1                     | Lance Armstrong       | 33                    | USA                   | 1                     |
| 2                     | José Azevedo          | 31                    | Portugal              | 30                    |
| 3                     | Manuel Beltrán        | 34                    | Spain                 | DNF                   |
| 4                     | George Hincapie       | 32                    | USA                   | 14                    |
| 5                     | Benjamín Noval        | 26                    | Spain                 | 107                   |
| 6                     | Pavel Padrnos         | 34                    | Czech Republic        | 95                    |
| 7                     | Jaroslav Popovyč      | 25                    | Ukraine               | 12                    |
| 8                     | José Luis Rubiera     | 32                    | Spain                 | 35                    |
| 9                     | Paolo Savoldelli      | 32                    | Italy                 | 25                    |

| T-Mobile Team TMO | T-Mobile Team TMO  | T-Mobile Team TMO | T-Mobile Team TMO | T-Mobile Team TMO |
| ----------------- | ------------------ | ----------------- | ----------------- | ----------------- |
| Číslo             | Jezdec             | Věk               | Stát              | Pozice            |
| 11                | Jan Ullrich        | 31                | Germany           | 3                 |
| 12                | Giuseppe Guerini   | 35                | Italy             | 20                |
| 13                | Matthias Kessler   | 26                | Germany           | 57                |
| 14                | Andreas Klöden     | 30                | Germany           | DNF               |
| 15                | Daniele Nardello   | 32                | Italy             | 55                |
| 16                | Stephan Schreck    | 27                | Germany           | 86                |
| 17                | Óscar Sevilla      | 28                | Spain             | 18                |
| 18                | Tobias Steinhauser | 33                | Germany           | 81                |
| 19                | Alexandr Vinokurov | 31                | Kazakhstan        | 5                 |

| Team CSC CSC | Team CSC CSC      | Team CSC CSC | Team CSC CSC | Team CSC CSC |
| ------------ | ----------------- | ------------ | ------------ | ------------ |
| Číslo        | Jezdec            | Věk          | Stát         | Pozice       |
| 21           | Ivan Basso        | 27           | Italy        | 2            |
| 22           | Kurt Asle Arvesen | 30           | Norway       | 89           |
| 23           | Bobby Julich      | 33           | USA          | 17           |
| 24           | Giovanni Lombardi | 36           | Italy        | 118          |
| 25           | Luke Roberts      | 28           | Australia    | 102          |
| 26           | Carlos Sastre     | 30           | Spain        | 21           |
| 27           | Nicki Sørensen    | 30           | Denmark      | 71           |
| 28           | Jens Voigt        | 33           | Germany      | DNF          |
| 29           | David Zabriskie   | 26           | USA          | DNF          |

| Illes Balears IBA | Illes Balears IBA     | Illes Balears IBA | Illes Balears IBA | Illes Balears IBA |
| ----------------- | --------------------- | ----------------- | ----------------- | ----------------- |
| Číslo             | Jezdec                | Věk               | Stát              | Pozice            |
| 31                | Francisco Mancebo     | 29                | Spain             | 4                 |
| 32                | José Luis Arrieta     | 34                | Spain             | 74                |
| 33                | David Arroyo          | 25                | Spain             | 53                |
| 34                | Daniel Becke          | 27                | Germany           | 152               |
| 35                | Isaac Gálvez          | 30                | Spain             | DNF               |
| 36                | Vicente García Acosta | 32                | Spain             | 148               |
| 37                | Vladimir Karpec       | 24                | Russia            | 50                |
| 38                | Alejandro Valverde    | 25                | Spain             | DNF               |
| 39                | Xabier Zandio         | 28                | Spain             | 22                |

| Davitamon-Lotto DVL | Davitamon-Lotto DVL | Davitamon-Lotto DVL | Davitamon-Lotto DVL | Davitamon-Lotto DVL |
| ------------------- | ------------------- | ------------------- | ------------------- | ------------------- |
| Číslo               | Jezdec              | Věk                 | Stát                | Pozice              |
| 41                  | Robbie McEwen       | 33                  | Australia           | 134                 |
| 42                  | Mario Aerts         | 30                  | Belgium             | 112                 |
| 43                  | Christophe Brandt   | 28                  | Belgium             | 56                  |
| 44                  | Cadel Evans         | 28                  | Australia           | 8                   |
| 45                  | Axel Merckx         | 32                  | Belgium             | 39                  |
| 46                  | Fred Rodriguez      | 31                  | USA                 | 132                 |
| 47                  | Léon van Bon        | 33                  | Netherlands         | DNF                 |
| 48                  | Johan Van Summeren  | 24                  | Belgium             | 136                 |
| 49                  | Wim Vansevenant     | 33                  | Belgium             | 154                 |

| Rabobank RAB | Rabobank RAB      | Rabobank RAB | Rabobank RAB | Rabobank RAB |
| ------------ | ----------------- | ------------ | ------------ | ------------ |
| Číslo        | Jezdec            | Věk          | Stát         | Pozice       |
| 51           | Děnis Meňšov      | 27           | Russia       | 85           |
| 52           | Michael Boogerd   | 33           | Netherlands  | 24           |
| 53           | Erik Dekker       | 34           | Netherlands  | 109          |
| 54           | Karsten Kroon     | 29           | Netherlands  | 135          |
| 55           | Gerben Löwik      | 28           | Netherlands  | DNF          |
| 56           | Joost Posthuma    | 24           | Netherlands  | 83           |
| 57           | Michael Rasmussen | 31           | Denmark      | 7            |
| 58           | Marc Wauters      | 36           | Belgium      | 140          |
| 59           | Pieter Weening    | 24           | Netherlands  | 72           |

| Phonak PHO | Phonak PHO             | Phonak PHO | Phonak PHO   | Phonak PHO |
| ---------- | ---------------------- | ---------- | ------------ | ---------- |
| Číslo      | Jezdec                 | Věk        | Stát         | Pozice     |
| 61         | Santiago Botero        | 32         | Colombia     | 51         |
| 62         | Bert Grabsch           | 30         | Germany      | 103        |
| 63         | José Enrique Gutiérrez | 27         | Spain        | 49         |
| 64         | Robert Hunter          | 28         | South Africa | DNF        |
| 65         | Nicolas Jalabert       | 32         | France       | 138        |
| 66         | Floyd Landis           | 29         | USA          | 9          |
| 67         | Alexandre Moos         | 32         | Switzerland  | 42         |
| 68         | Óscar Pereiro          | 27         | Spain        | 10         |
| 69         | Steve Zampieri         | 28         | Switzerland  | DNF        |

| Fassa Bortolo FAS | Fassa Bortolo FAS   | Fassa Bortolo FAS | Fassa Bortolo FAS | Fassa Bortolo FAS |
| ----------------- | ------------------- | ----------------- | ----------------- | ----------------- |
| Číslo             | Jezdec              | Věk               | Stát              | Pozice            |
| 71                | Fabian Cancellara   | 24                | Switzerland       | 128               |
| 72                | Lorenzo Bernucci    | 25                | Italy             | 62                |
| 73                | Claudio Corioni     | 22                | Italy             | DNF               |
| 74                | Mauro Facci         | 23                | Italy             | 144               |
| 75                | Juan Antonio Flecha | 27                | Spain             | 73                |
| 76                | Dario Frigo         | 31                | Italy             | DNF               |
| 77                | Massimo Giunti      | 30                | Italy             | 80                |
| 78                | Volodymyr Hustov    | 28                | Ukraine           | 104               |
| 79                | Kim Kirchen         | 27                | Luxembourg        | DNF               |

| Saunier Duval-Prodir SDV | Saunier Duval-Prodir SDV   | Saunier Duval-Prodir SDV | Saunier Duval-Prodir SDV | Saunier Duval-Prodir SDV |
| ------------------------ | -------------------------- | ------------------------ | ------------------------ | ------------------------ |
| Číslo                    | Jezdec                     | Věk                      | Stát                     | Pozice                   |
| 81                       | Juan Manuel Gárate         | 29                       | Spain                    | 66                       |
| 82                       | Rubens Bertogliati         | 26                       | Switzerland              | 92                       |
| 83                       | David Cañada               | 30                       | Spain                    | 63                       |
| 84                       | Nicolas Fritsch            | 26                       | France                   | DNF                      |
| 85                       | José Ángel Gómez Marchante | 25                       | Spain                    | DNF                      |
| 86                       | Christopher Horner         | 33                       | USA                      | 33                       |
| 87                       | Leonardo Piepoli           | 33                       | Italy                    | 23                       |
| 88                       | Manuel Quinziato           | 25                       | Italy                    | 131                      |
| 89                       | Constantino Zaballa        | 27                       | Spain                    | DNF                      |

| Liberty Seguros-Würth LSW | Liberty Seguros-Würth LSW | Liberty Seguros-Würth LSW | Liberty Seguros-Würth LSW | Liberty Seguros-Würth LSW |
| ------------------------- | ------------------------- | ------------------------- | ------------------------- | ------------------------- |
| Číslo                     | Jezdec                    | Věk                       | Stát                      | Pozice                    |
| 91                        | Roberto Heras             | 31                        | Spain                     | 45                        |
| 92                        | Joseba Beloki             | 31                        | Spain                     | 75                        |
| 93                        | Alberto Contador          | 22                        | Spain                     | 31                        |
| 94                        | Allan Davis               | 24                        | Australia                 | 84                        |
| 95                        | Igor González de Galdeano | 31                        | Spain                     | DNF                       |
| 96                        | Jörg Jaksche              | 28                        | Germany                   | 16                        |
| 97                        | Luis León Sánchez         | 21                        | Spain                     | 108                       |
| 98                        | Marcos Serrano            | 32                        | Spain                     | 40                        |
| 99                        | Ángel Vicioso             | 28                        | Spain                     | 64                        |

| Crédit Agricole C.A. | Crédit Agricole C.A. | Crédit Agricole C.A. | Crédit Agricole C.A. | Crédit Agricole C.A. |
| -------------------- | -------------------- | -------------------- | -------------------- | -------------------- |
| Číslo                | Jezdec               | Věk                  | Stát                 | Pozice               |
| 101                  | Christophe Moreau    | 34                   | France               | 11                   |
| 102                  | László Bodrogi       | 28                   | Hungary              | 119                  |
| 103                  | Pietro Caucchioli    | 29                   | Italy                | 36                   |
| 104                  | Patrice Halgand      | 31                   | France               | 52                   |
| 105                  | Sébastien Hinault    | 31                   | France               | 115                  |
| 106                  | Thor Hushovd         | 27                   | Norway               | 116                  |
| 107                  | Sébastien Joly       | 26                   | France               | 106                  |
| 108                  | Andrey Kashechkin    | 25                   | Kazakhstan           | 19                   |
| 109                  | Jaan Kirsipuu        | 36                   | Estonia              | DNF                  |

| Liquigas-Bianchi LIQ | Liquigas-Bianchi LIQ | Liquigas-Bianchi LIQ | Liquigas-Bianchi LIQ | Liquigas-Bianchi LIQ |
| -------------------- | -------------------- | -------------------- | -------------------- | -------------------- |
| Číslo                | Jezdec               | Věk                  | Stát                 | Pozice               |
| 111                  | Stefano Garzelli     | 32                   | Italy                | 32                   |
| 112                  | Michael Albasini     | 24                   | Switzerland          | 145                  |
| 113                  | Magnus Bäckstedt     | 30                   | Sweden               | DNF                  |
| 114                  | Kjell Carlström      | 28                   | Finland              | 141                  |
| 115                  | Dario Cioni          | 30                   | Italy                | 54                   |
| 116                  | Mauro Gerosa         | 30                   | Italy                | 137                  |
| 117                  | Marcus Ljungqvist    | 30                   | Sweden               | 125                  |
| 118                  | Luciano Pagliarini   | 27                   | Brazil               | DNF                  |
| 119                  | Franco Pellizotti    | 27                   | Italy                | 47                   |

| Cofidis COF | Cofidis COF      | Cofidis COF | Cofidis COF | Cofidis COF |
| ----------- | ---------------- | ----------- | ----------- | ----------- |
| Číslo       | Jezdec           | Věk         | Stát        | Pozice      |
| 121         | Stuart O'Grady   | 31          | Australia   | 77          |
| 122         | Stéphane Augé    | 30          | France      | 121         |
| 123         | Frédéric Bessy   | 33          | France      | 129         |
| 124         | Sylvain Chavanel | 26          | France      | 58          |
| 125         | Thierry Marichal | 32          | Belgium     | 127         |
| 126         | David Moncoutié  | 30          | France      | 67          |
| 127         | Janek Tombak     | 29          | Estonia     | 153         |
| 128         | Cédric Vasseur   | 34          | France      | 44          |
| 129         | Matt White       | 31          | Australia   | 123         |

| Quick-Step QST | Quick-Step QST     | Quick-Step QST | Quick-Step QST | Quick-Step QST |
| -------------- | ------------------ | -------------- | -------------- | -------------- |
| Číslo          | Jezdec             | Věk            | Stát           | Pozice         |
| 131            | Tom Boonen         | 24             | Belgium        | DNF            |
| 132            | Wilfried Cretskens | 29             | Belgium        | DNF            |
| 133            | Kevin Hulsmans     | 27             | Belgium        | DNF            |
| 134            | Servais Knaven     | 34             | Netherlands    | 149            |
| 135            | Michael Rogers     | 25             | Australia      | 41             |
| 136            | Patrik Sinkewitz   | 24             | Germany        | 59             |
| 137            | Bram Tankink       | 26             | Netherlands    | 111            |
| 138            | Guido Trentin      | 32             | USA            | 139            |
| 139            | Stefano Zanini     | 36             | Italy          | DNF            |

| Bouygues Télécom BLT | Bouygues Télécom BLT | Bouygues Télécom BLT | Bouygues Télécom BLT | Bouygues Télécom BLT |
| -------------------- | -------------------- | -------------------- | -------------------- | -------------------- |
| Číslo                | Jezdec               | Věk                  | Stát                 | Pozice               |
| 141                  | Didier Rous          | 34                   | France               | 82                   |
| 142                  | Walter Bénéteau      | 32                   | France               | 68                   |
| 143                  | Laurent Brochard     | 37                   | France               | 28                   |
| 144                  | Pierrick Fédrigo     | 26                   | France               | 46                   |
| 145                  | Anthony Geslin       | 25                   | France               | 97                   |
| 146                  | Laurent Lefèvre      | 29                   | France               | 117                  |
| 147                  | Jérôme Pineau        | 25                   | France               | 43                   |
| 148                  | Matthieu Sprick      | 23                   | France               | 120                  |
| 149                  | Thomas Voeckler      | 26                   | France               | 124                  |

| Lampre-Caffita LAM | Lampre-Caffita LAM     | Lampre-Caffita LAM | Lampre-Caffita LAM | Lampre-Caffita LAM |
| ------------------ | ---------------------- | ------------------ | ------------------ | ------------------ |
| Číslo              | Jezdec                 | Věk                | Stát               | Pozice             |
| 151                | Eddy Mazzoleni         | 31                 | Italy              | 13                 |
| 152                | Gianluca Bortolami     | 36                 | Italy              | DNF                |
| 153                | Salvatore Commesso     | 30                 | Italy              | 101                |
| 154                | Gerrit Glomser         | 30                 | Austria            | DNF                |
| 155                | David Loosli           | 25                 | Switzerland        | 99                 |
| 156                | Jevgenij Petrov        | 27                 | Russia             | DNF                |
| 157                | Daniele Righi          | 29                 | Italy              | 110                |
| 158                | Alessandro Spezialetti | 30                 | Italy              | DNF                |
| 159                | Gorazd Stangelj        | 32                 | Slovenia           | 87                 |

| Team Gerolsteiner GST | Team Gerolsteiner GST | Team Gerolsteiner GST | Team Gerolsteiner GST | Team Gerolsteiner GST |
| --------------------- | --------------------- | --------------------- | --------------------- | --------------------- |
| Číslo                 | Jezdec                | Věk                   | Stát                  | Pozice                |
| 161                   | Georg Totschnig       | 34                    | Austria               | 26                    |
| 162                   | Robert Förster        | 27                    | Germany               | 151                   |
| 163                   | Sebastian Lang        | 25                    | Germany               | 65                    |
| 164                   | Levi Leipheimer       | 31                    | USA                   | 6                     |
| 165                   | Michael Rich          | 35                    | Germany               | 130                   |
| 166                   | Ronny Scholz          | 27                    | Germany               | 91                    |
| 167                   | Fabian Wegmann        | 25                    | Germany               | 79                    |
| 168                   | Peter Wrolich         | 31                    | Austria               | 146                   |
| 169                   | Beat Zberg            | 34                    | Switzerland           | 93                    |

| Française des Jeux FDJ | Française des Jeux FDJ | Française des Jeux FDJ | Française des Jeux FDJ | Française des Jeux FDJ |
| ---------------------- | ---------------------- | ---------------------- | ---------------------- | ---------------------- |
| Číslo                  | Jezdec                 | Věk                    | Stát                   | Pozice                 |
| 171                    | Bradley McGee          | 29                     | Australia              | 105                    |
| 172                    | Sandy Casar            | 26                     | France                 | 29                     |
| 173                    | Baden Cooke            | 26                     | Australia              | 142                    |
| 174                    | Carlos da Cruz         | 30                     | Spain                  | 76                     |
| 175                    | Bernhard Eisel         | 24                     | Austria                | 143                    |
| 176                    | Philippe Gilbert       | 23                     | Belgium                | 70                     |
| 177                    | Thomas Lövkvist        | 21                     | Sweden                 | 61                     |
| 178                    | Christophe Mengin      | 36                     | France                 | DNF                    |
| 179                    | Francis Mourey         | 24                     | France                 | 94                     |

| Domina Vacanze DOM | Domina Vacanze DOM    | Domina Vacanze DOM | Domina Vacanze DOM | Domina Vacanze DOM |
| ------------------ | --------------------- | ------------------ | ------------------ | ------------------ |
| Číslo              | Jezdec                | Věk                | Stát               | Pozice             |
| 181                | Serhij Hončar         | 35                 | Ukraine            | DNF                |
| 182                | Alessandro Bertolini  | 33                 | Italy              | 113                |
| 183                | Alessandro Cortinovis | 27                 | Italy              | 98                 |
| 184                | Angelo Furlan         | 28                 | Italy              | DNF                |
| 185                | Andrij Hrivko         | 21                 | Ukraine            | 78                 |
| 186                | Maxim Iglinsky        | 24                 | Kazakhstan         | 37                 |
| 187                | Jörg Ludewig          | 29                 | Germany            | 38                 |
| 188                | Rafael Nuritdinov     | 28                 | Uzbekistan         | 147                |
| 189                | Alessandro Vanotti    | 24                 | Italy              | 133                |

| Euskaltel–Euskadi EUS | Euskaltel–Euskadi EUS | Euskaltel–Euskadi EUS | Euskaltel–Euskadi EUS | Euskaltel–Euskadi EUS |
| --------------------- | --------------------- | --------------------- | --------------------- | --------------------- |
| Číslo                 | Jezdec                | Věk                   | Stát                  | Pozice                |
| 191                   | Iban Mayo             | 27                    | Spain                 | 60                    |
| 192                   | Iker Camaño           | 26                    | Spain                 | 69                    |
| 193                   | Unai Etxebarría       | 32                    | Venezuela             | 150                   |
| 194                   | Íker Flores           | 28                    | Spain                 | 155                   |
| 195                   | David Herrero         | 25                    | Spain                 | DNF                   |
| 196                   | Iñaki Isasi           | 28                    | Spain                 | 122                   |
| 197                   | Íñigo Landaluze       | 28                    | Spain                 | 100                   |
| 198                   | Egoi Martínez         | 27                    | Spain                 | 48                    |
| 199                   | Haimar Zubeldia       | 28                    | Spain                 | 15                    |

| Ag2r A2R | Ag2r A2R           | Ag2r A2R | Ag2r A2R  | Ag2r A2R |
| -------- | ------------------ | -------- | --------- | -------- |
| Číslo    | Jezdec             | Věk      | Stát      | Pozice   |
| 201      | Jean-Patrick Nazon | 28       | France    | DNF      |
| 202      | Míkel Astarloza    | 25       | Spain     | 27       |
| 203      | Sylvain Calzati    | 26       | France    | DNF      |
| 204      | Samuel Dumoulin    | 24       | France    | 114      |
| 205      | Simon Gerrans      | 25       | Australia | 126      |
| 206      | Stéphane Goubert   | 35       | France    | 34       |
| 207      | Jurij Krivcov      | 26       | Ukraine   | 90       |
| 208      | Nicolas Portal     | 26       | France    | 88       |
| 209      | Ludovic Turpin     | 30       | France    | 96       |